# Assemblée générale des étudiant·e·s de Louvain

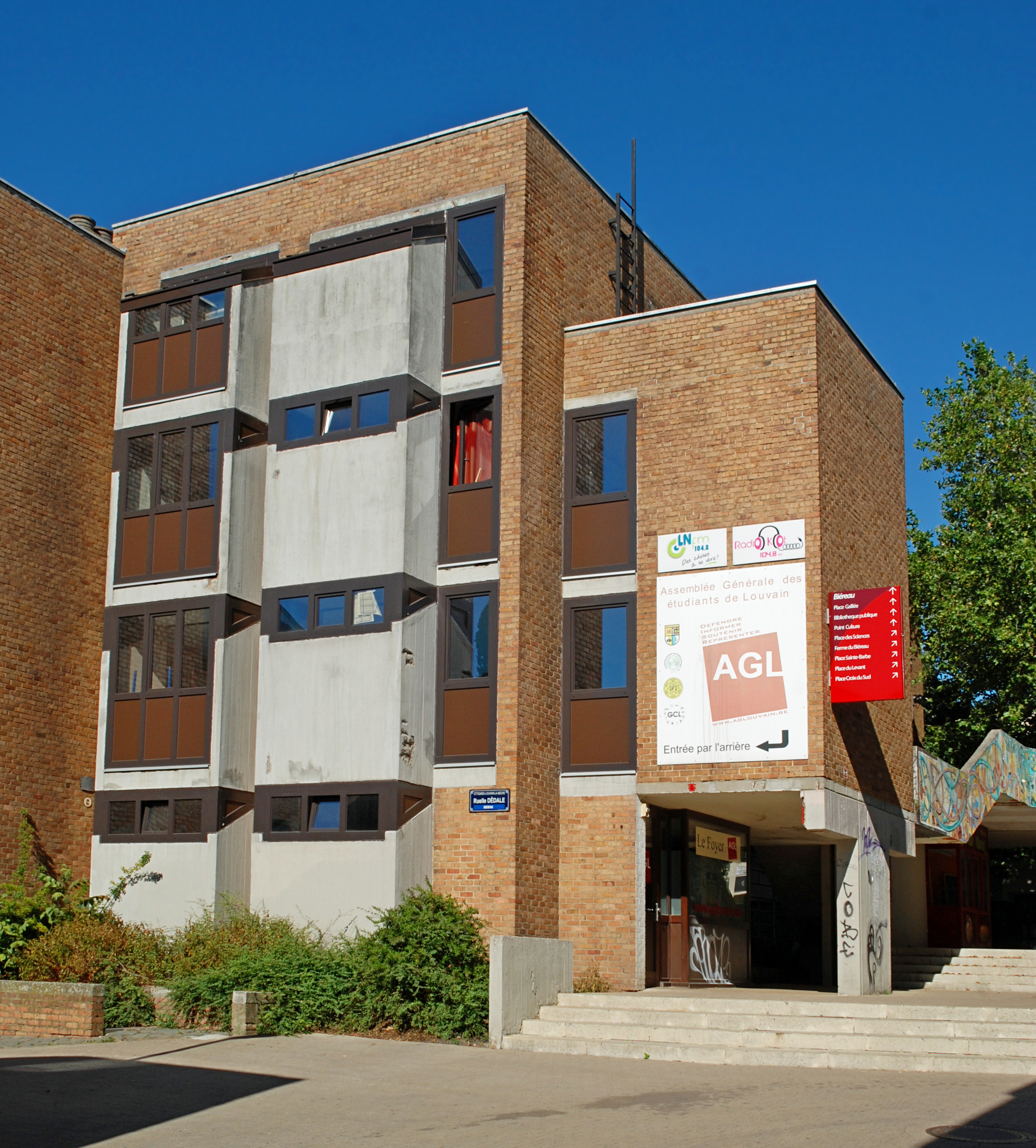
Siège de l'AGL, rue des Wallons.

 (novembre 2022).
La mise en forme du texte ne suit pas les recommandations de Wikipédia : il faut le « wikifier ».
Les points d'amélioration suivants sont les cas les plus fréquents. Le détail des points à revoir est peut-être précisé sur la page de discussion.
- Les titres sont pré-formatés par le logiciel. Ils ne sont ni en capitales, ni en gras.
- Le texte ne doit pas être écrit en capitales (les noms de famille non plus), ni en gras, ni en italique, ni en « petit »…
- Le gras n'est utilisé que pour surligner le titre de l'article dans l'introduction, une seule fois.
- L'italique est rarement utilisé : mots en langue étrangère, titres d'œuvres, noms de bateaux, etc.
- Les citations ne sont pas en italique mais en corps de texte normal. Elles sont entourées par des guillemets français : « et ».
- Les listes à puces sont à éviter, des paragraphes rédigés étant largement préférés. Les tableaux sont à réserver à la présentation de données structurées (résultats, etc.).
- Les appels de note de bas de page (petits chiffres en exposant, introduits par l'outil «  Source ») sont à placer entre la fin de phrase et le point final[comme ça].
- Les liens internes (vers d'autres articles de Wikipédia) sont à choisir avec parcimonie. Créez des liens vers des articles approfondissant le sujet. Les termes génériques sans rapport avec le sujet sont à éviter, ainsi que les répétitions de liens vers un même terme.
- Les liens externes sont à placer uniquement dans une section « Liens externes », à la fin de l'article. Ces liens sont à choisir avec parcimonie suivant les règles définies. Si un lien sert de source à l'article, son insertion dans le texte est à faire par les notes de bas de page.
- La présentation des références doit suivre les conventions bibliographiques. Il est recommandé d'utiliser les modèles {{Ouvrage}}, {{Chapitre}}, {{Article}}, {{Lien web}} et/ou {{Bibliographie}}. Le mode d'édition visuel peut mettre en forme automatiquement les références.
- Insérer une infobox (cadre d'informations à droite) n'est pas obligatoire pour parachever la mise en page.

Pour une aide détaillée, merci de consulter Aide:Wikification.
Si vous pensez que ces points ont été résolus, vous pouvez retirer ce bandeau et améliorer la mise en forme d'un autre article.
Pour les articles homonymes, voir AGL.
L'Assemblée générale des étudiant·e·s de Louvain (AGL) est, au titre du décret sur la représentation étudiante en Belgique francophone, un conseil étudiant ayant comme mission de représenter les étudiants de l'Université catholique de Louvain auprès de l'université et d'autres organisations.

## Historique
En 1961 fut fondée l'UG, l'Union Générale, qui unissait les cercles étudiants qui voulaient s'investir dans la représentation étudiante.  En 1963 elle fut renommée à Louvain sous le sigle AGEL et ce n'est qu'en 1967 que le sigle AGL commence à être utilisé.

## Rôle et fonctionnement
La représentation étudiante dans les instances de l'université est organisée par un décret de 2003 : le décret participation. Celui-ci garantit un nombre minimum de représentants étudiants dans les instances décisionnelles des Universités francophones belges.
Chaque année, durant le deuxième semestre, les étudiants ont l'occasion de participer à l'élection des conseillers AGL. Ceux-ci sont issus de toutes les facultés, proportionnellement aux nombres d'étudiants qu'elles accueillent. Le Conseil AGL est composé d'environ 80 conseillers (avant 2016-2017, 70 conseillers siégeaient, ce nombre étant déterminé selon le nombre d'étudiants inscrits à l'UCLouvain) qui constituent alors une sorte de "parlement" ou organe représentatif des étudiants de l'UCLouvain.
Leur première tâche est d'élire le  Comité (l'exécutif). Le Comité se compose du Président de l'AGL (qui joue le rôle de porte-parole des étudiants), d'un ou plusieurs Vice-Présidents (dont au moins un est issu de l'autre site de l'UCLouvain que le Président), d'un trésorier et de divers responsables thématiques. Un Président du Conseil (le législatif) est également élu.
L'AGL mandate également des étudiants, désignés par le Conseil, dans différents organes universitaires, tel que le Conseil Académique, le Conseil des Affaires Sociales Etudiantes ou le Conseil d'Administration.
Ce sont également les Conseillers qui désignent les Conseillers fédéraux qui représenteront les étudiants louvanistes au sein de la Fédération des étudiants francophones, qui regroupe et représente la majorité des étudiants au niveau de la Communauté française.
Par la suite, le Conseil a pour fonction de décider des grandes orientations de l'AGL. Il donnera aux différents mandataires les lignes de conduite qu'ils tiendront dans leur différentes fonctions.
Au-delà d'une structure, il s'agit en effet pour l'AGL de remplir plusieurs rôles au sein de l'Université.
- Représenter et défendre les étudiants auprès des instances académiques et administratives de l'UCLouvain[8], ainsi qu'auprès des autorités communales.
- Soutenir les initiatives étudiantes grâce à la gestion de différents subsides, à la mise à disposition de matériel, de locaux.
- Informer les sites des activités et des décisions les concernant, donner aux étudiants la possibilité de s'exprimer publiquement via, entre autres, La Savate[8], magazine mensuel publié par l'AGL.
- Mettre en place des projets pédagogiques, citoyens et socio-culturels propres.

## Actions
L'AGL mène un grand nombre d'actions, parmi lesquelles : 
- Pour plus de savoir critique, via notamment des enquêtes[9],[10].
- Une enquête sur les étudiants jobistes[11].
- Contre la hausse de la taxe communale de séjour [12],[13].
- Fournir un dortoir pour les étudiants durant les grèves[14],[15].
- Contre la hausse du minerval des étudiants internationaux[16].
- Pour soutenir le climat[17],[18],[19],[20],[21].
- Des incroyables comestibles[22].
- Contre l'extension de L'Esplanade[23],[24],[25],[26].
- Un panel citoyen sur l'extension de l'esplanade[27],[28].
- Une marche funèbre en l’honneur des 24 heures vélo de Louvain-la-Neuve[29].
- Pour une augmentation du nombre de numéro Inami et contre le Numerus clausus[30],[31].
- Pour un changement de la politique de la SNCB[32]
- Contre certains projets immobiliers[33].
- Pour dénoncer la pénurie de kot[34],[35],[36],[10],[37],[38] les loyers trop chers[39] et leur insalubrité[40],[36],[41].
- Contre la taxe provinciale sur les kots[42].
- Contre la précarité étudiante [41],[43]
- Pour le consentement sexuel[44]
- Pour des alternatives au QCM[10]

 (décembre 2019).

## Conseil AGL
Le conseil AGL est l'organe législatif de l'AGL. C'est là que se prennent toutes les décisions. Ses membres sont élus par les étudiants chaque année. Après, ceux-ci élisent le comité et votent les notes qui donneront les positions étudiantes.